# Зырянка (Каргапольский район)
Зырянка — упразднённое в 1969 году село в Каргапольском районе Курганской области Российской Федерации.   Входит в микрорайон Тамакулье рабочего посёлка Каргаполье.

## География
Расположен в северо-западной части области, на р. Миасс (бассейн Иртыша). С юга село Тагильское, с востока посёлок сельского типа Ключи.

## История
Село  входило в Каргапольскую волость Шадринского уезда Пермской губернии.
Решением Курганского облисполкома от 9 января 1969 года с. Каргаполье, с. Тамакулье и д. Зырянка преобразованы в р.п. Каргаполье; упразднены Каргапольский и Тамакульский сельсоветы; образованы Каргапольский поссовет и Тагильский сельсовет.

## Население
| Численность населения, чел. | Численность населения, чел. | Численность населения, чел. |
| 1869                        | 1904                        | 1926                        |
| --------------------------- | --------------------------- | --------------------------- |
| 233                         | 268                         | 268                         |

По переписи населения 1926 года проживало 268 человек, все русские.

## Инфраструктура
В годы Советской власти жители села работали в колхозе «Искра», затем в колхозе имени Чапаева.